# Wilhelmina Enbom
Christina Wilhelmina Enbom, född 19 augusti 1804, död 14 februari 1880 i Hedvig Eleonora församling, Stockholm, var en svensk opera- och operettsångerska (sopran).

## Biografi
Enbom började som elev i Dramatens elevskola 1819, sjöng i operakören 1821–24, och debuterade på scenen som Lise i Pierre Gaveaux operett Lilla Matrosen 1823, men slutade redan 1825 efter sitt giftermål 14 oktober 1826 i Jakob och Johannes församling, Stockholm med kapten Anders Lindeberg  , något som väckte förvåning eftersom hon ansågs ha en lovande karriär framför sig. Äktenskapet upplöstes 1830 och efter skilsmässan, där maken fick vårdnaden om barnen, återvände hon under namnet fru Enbom till scenen, där hon kvarstod i elva år. Under 1841–1850, arbetade hon bland annat på sin mans nygrundade teater, Mindre teatern, och i Hedvig Charlotta Djurströms teatersällskap. Därefter arbetade hon på Operan fram tills att hon lämnade scenen slutgiltigt 1857.
Hennes mest uppskattade roll uppges vara nattens drottning i Trollflöjten. Bland övriga roller nämns Armida, Pamina, Donna Anna, Jessonda, Juliette, titelrollen (byxroll) i Tancred av Rossini och Isabella i Meyerbeers Robert le Diable.
Orvar Odd skrev om henne i Grupper och personager: ”Fru Enbom var utan tvifvel och än mera hade varit en lyrisk användbarhet; hon fylde sitt parti hvad man än gaf henne”. Hennes röst blev med åren mer ansträngd; år 1841 sades att ingen annan än Enboms före detta man, som sades ha blivit hennes nära vän, tyckte om ”före detta fru Lindebergs före detta röst”. Till hennes försvarare hörde dock även kompositören Jacob Niclas Ahlström, vilken i sin Musikalisk fick-ordbok från 1852 ondgjorde sig över att den tidigare stjärnan då förpassats till operakören med orden ”så belönas talangerna!!”.
Enbom beskrivs som en temperamentsfull person som ibland ställde till skandaler på grund av sitt humör; under en föreställning av Figaros bröllop under spelåret 1838–1839, där hon gjorde rollen som grevinnan, utspelades en scen med Henriette Widerberg, vilken gästskådespelade som Susanna. Då Enbom under andra akten hade sjungit sin aria, kom Widerbergs Susanna in på scenen för tidigt, så Enbom gick miste om sin applåd. Enbom uttalade då sin replik vresigt i stället för, som det var meningen, vänligt, då hon sade: ”Sätt fram en stol”. Widerberg svarade då; ”Det kan du göra själv, din …” , och dialogen utbroderades därefter med en hel del ilskna extrarepliker, som väckte ”både munterhet och förargelse”.